# Predrag Đajić
Predrag Đajić (szerbül: Предраг Ђајић; Szarajevó, 1922. május 1. – Varsó, Lengyelország, 1979. május 13.) boszniai–szerb labdarúgó-középpályás.
A jugoszláv válogatott tagjaként részt vett az 1950-es labdarúgó-világbajnokságon.